# Hannah Weinberger
Hannah Sheera Weinberger (* 13. April 1988 in  Filderstadt) ist eine Schweizer  Medien-, Installations- und Performancekünstlerin. Ihr Werkverständnis ist das einer interaktiven Kunst,  die sie mit Klang- und Videokunst umsetzt.

## Leben
In Deutschland geboren, studierte sie bis 2013 an der Zürcher Hochschule der Künste bis zum Abschluss mit einem Master of Fine Arts. Als erste wegweisende Einzelausstellung kann When You Leave, Walk Out Backwards… von 2012 in der Kunsthalle Basel betrachtet werden. 2016 begann sie mit raumübergreifenden audiovisuellen Installationen.
Seit 2014 erhielt sie mehrere Förderungen, darunter 2017 den Kiefer-Hablitzel-Preis der Kiefer Hablitzel Stiftung, dotiert mit CHF 15'000, oder den Dorothea von Stetten-Kunstpreis, dotiert mit EUR 10'000.
Hannah Weinberger ist in Basel zudem Mitverantwortliche des ACT Festival.

## Werk, Ausstellungen (Auswahl)
Ihre erste Ausstellung hatte Hannah Weinberger 2009 in Genf:
- bridges and tunnels, Kunstgalerie Hard Hat

Es folgten:
- 2012: Le moi du toi, Swiss Institute Contemporary Art, New York
- 2012: When You Leave, Walk Out Backwards, So I’ll Think You’re Walking In, Kunsthalle Basel, mit Ton-CD zur ortsspezifischen Soundinstallation
- 2013: 12. Biennale de Lyon (Gruppenausstellung)
- 2013–14: Hannah Weinberger / Ferdinand Kriwet, (Doppelausstellung) Fri Art, Freiburg im Üechtland[4]
- 2014: Hannah Weinberger, Kunsthaus Bregenz (KUB)
- 2015: Toys Redux: On Play and Critique, (Gruppenausstellung) Migros Museum für Gegenwartskunst, Zürich
- 2016: You'll be there when i'll be near, Badischer Kunstverein, Karlsruhe
- 2016: Performance Performance, Schinkel-Pavillon, Berlin
- 2018–19: When Time Lies, Villa Merkel, Esslingen[5]
- 2021, The Architecture Of Transformation, in deren Rahmen sie als eine von 6 beteiligten Kunstschaffenden für die Klanginstallation verantwortlich ist, BNKR, München[6]

## Publikationen
- Believe It or Not ‹I›. Text: Mirjam Varadinis, Hannah Weinberger. Edizioni Periferia, Luzern/Poschiavo 2017, ISBN 978-3-906016-78-8.